# Slaget om Berlin
Slaget om Berlin var den sista stora striden på östfronten under andra världskriget. Striden stod mellan Nazitysklands sista reserver och Sovjetunionens numerärt överlägsna Röda armén

## Den röda arméns offensiv januari 1945
Den 12 januari 1945 inledde den röda armén "Operationen Weichsel-Oder" över hela östfronten med 2,2 miljoner soldater och 35 000 artilleripjäser mot ca 450 000 soldater och 5 000 pjäser på den tyska sidan. Offensiven ledde snabbt till att Röda armén erövrade resten av Polen. Inom några veckor kontrollerade ryssarna även Ungerns huvudstad Budapest. Västpreussen, Ostpreussen och nästan hela Baltikum erövrades också, även om tyskarna klarade att hålla Ostpreussens huvudort Königsberg fram till början av april. I början av februari befann sig Röda arméns tätgrupper i staden Frankfurt vid floden Oder, endast 70 km från Berlin.

## Slaget om Berlin

### Slaget vid Seelowhöjderna
Den 16 april inleddes slaget vid Seelowhöjderna med stark artillerileld. Efter det inleddes slutanfallet mot Berlin. Under ledning av marskalkarna Grigorij Zjukov och Ivan Konev satte Ryssarna in hela 2,5 miljoner man i anfallet mot Tredje rikets huvudstad, jämfört med mellan 60 000 och 200 000 tyska soldater där de flesta tyska enheter var dåligt utrustade eftersom de flesta kom direkt från Volksturm. Många tyska soldater var minderåriga och hade minimal eller ingen erfarenhet från strid. Det sovjetiska anfallet gick inledningsvis långsamt men efter tre dygn, den 19 april, kunde ryssarna bryta igenom de tyska linjerna och passerade Seelowhöjderna strax väster om floden Oder. En viktig orsak bakom den röda arméns långsamma framåtskridande var för det första att tyskarna hade förutsett anfallet och för det andra att den ryske generalen Zjukov hade använt strålkastare som tydligt visade siluetterna på de ryska soldaterna så att tyskarna utan problem kunde sikta på de anfallande rödarmisterna. Förlusterna uppskattas till mellan 12 000 och 100 000 på den tyska sidan och mellan 33 000 och 200 000 på den ryska sidan. Därmed är slaget vid Seelowhöjderna andra världskrigets största slag på tysk mark.

### Slutstriden om Berlin börjar
Relationen mellan de ryska marskalkarna Georgij Zjukov och Ivan Konev som ledde anfallet mot Nazitysklands huvudstad var mycket spänd. Tvärtemot gick Josef Stalins strategi ut på att utlösa en "inofficiell" tävling mellan de två marskalkarna om vem som kunde nå och erövra Berlin snabbast. Någon samplanering av hur Berlin skulle erövras fanns inte. Stalin ville till varje pris att röda armén skulle hinna inta Berlin före den 1 maj vilket troligen var skälet till "tävlingen". Först när slaget gick in i slutskedet utgick en order från Stalin där klara riktlinjer sattes för vad Zjukov respektive Konev skulle göra.
På grund av alla inkallelser och flygräder hade antalet invånare i Berlin sjunkit från 4,3 miljoner till under tre miljoner invånare. Redan den 9 mars hade Hitler givit order om att Berlin skulle försvaras in i det sista. Berlin delades in i tre försvarslinjer, den yttersta förlöpte vid stadsgränsen, den innersta gick vid regeringskvarteret. Utöver det hade huvudstaden indelats i åtta försvarszoner som såg ut som "tårtbitar". Bland de 94 000 tyska soldater som fanns i Berlin kom 60 000 från Volkssturm som led av både dålig träning och otillräcklig utrustning. Ytterligare 5 000 tillhörde ungdomar från Hitlerjugend. Mot den tyska armén i huvudstaden stod drygt 450 000 sovjetiska soldater. 
Stadsbilden präglades av stora affischer som skulle förbereda Berlins invånare på slutstriden, via radiosändningar försökte propagandaminister Joseph Goebbels att öka kampviljan bland berlinborna. De som inte ville delta i slutstriden avrättades, totalt 277 stycken mellan januari och april 1945, en del bara timmar före stadens kapitulation som en okänd 17-årig pojke som hängdes av SS-soldater på Uhlandstrasse i slutet av april 1945. Liknande scener iakttogs på Friedrichstrasse och vid S-Bahnhof Schöneberg. Innan den röda armén nådde Berlin avrättade SS trettio politiska fångar i Plötzenseefängelset.
Lördagen den 21 april genomförde de allierade sin sista bombräd mot Berlin, nästan samtidigt började den röda armén att beskjuta staden via sitt artilleri vilket föranledde många invånare att gömma sig i skyddsrum, källare och tunnelbanestationer.  För civilbefolkningen blev läget allt mer kritiskt. Elen hade slutat att fungera den 20 april, den 23 april åkte tunnelbanan för sista gången. Att handla mat blev allt farligare på grund av striderna om huvudstaden.
Den 21 april intogs de första stadsdelarna österifrån, det är dock oklart om den röda armén först kom till Malchow eller Marzahn. De sovjetiska soldaterna mötte inte något större motstånd. Den 22 april befriades koncentrationslägret Sachsenhausen. De närmaste dagarna ryckte den röda armén fram till de yttre stadsdelarna som till exempel Reinickendorf, Pankow och Köpenick. Gatustriderna krävde stora förluster bland de sovjetiska soldaterna på grund av den oöversiktliga situationen där tyska soldater kunde dyka upp var som helst. På sin väg mot stadens centrum utbröt de största striderna på de breda gatorna som Frankfurter Allee.
Den 22 april var staden nästan omringad men Hitler uppmanade SS-pansarkåren under Obergruppenführer Steiner att leda ett motanfall norrifrån. Steiners anfall uteblev dock eftersom den bara bestod av några få bataljoner och led brist på både ammunition och bränsle och fann sig snart omringad av röda armén. Samma dag erkände Hitler nederlaget men hoppades något senare på att den tolfte armén under Wenck och den nionde armén under Busse kunde komma till undsättning. Men Ivan Konev omringade den nionde armén söder om Berlin med 50 000 stupade tyska soldater som följd. Den 23 april fattade Hitler beslutet att stanna kvar i huvudstaden. Även Goebbels bestämde sig för att stanna kvar i Berlin eftersom han trodde att deras död skulle skapa en nazistlegend. Den 25 april var Berlin omringad när de sovjetiska trupperna möttes vid staden Ketzin.

### Slaget om Berlins centrum

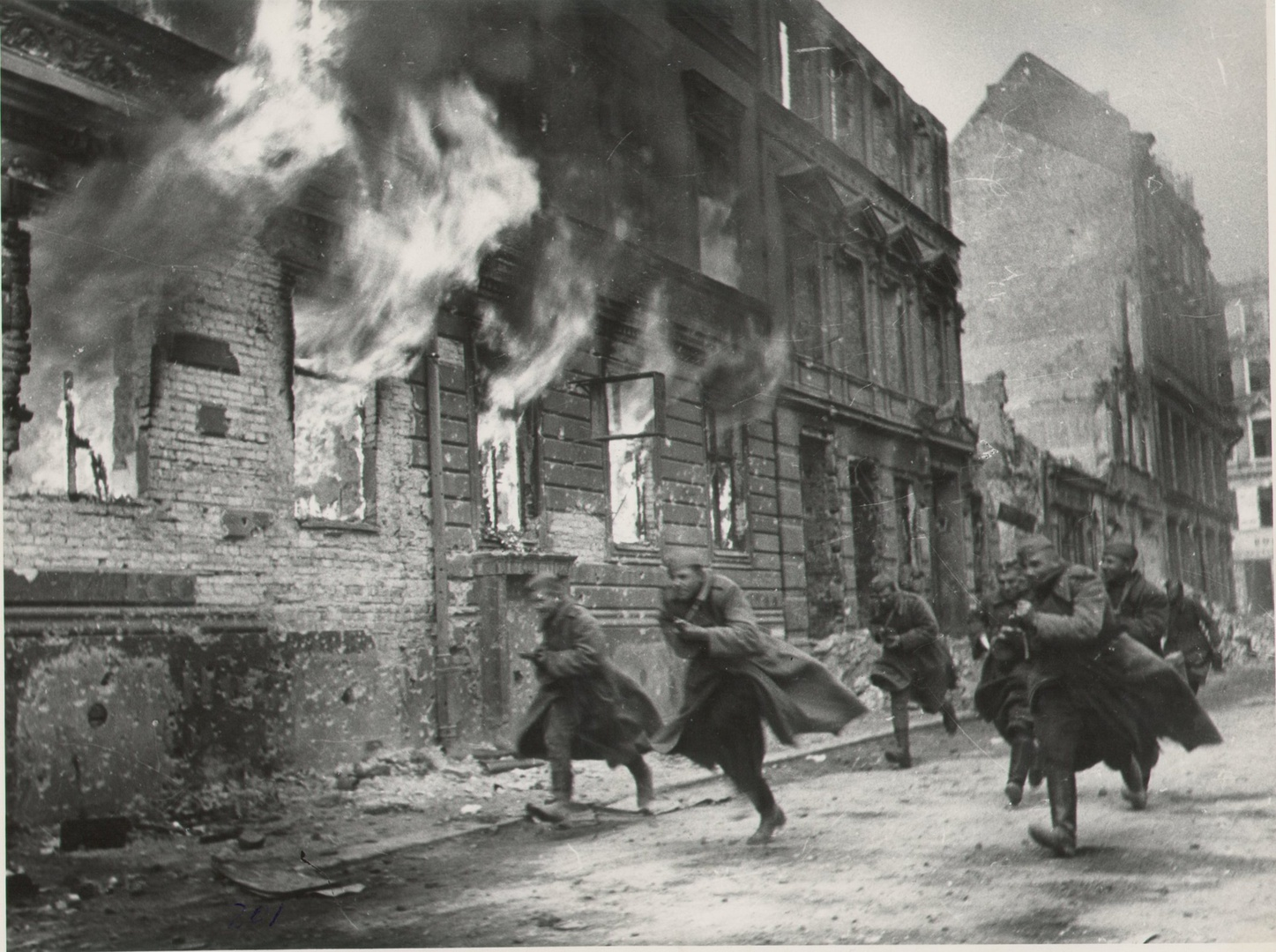
Sovjetiska trupper i Berlin

Från Röda arméns sida gick 1:a vitryska fronten under marskalk Zjukov först in i Berlin. Man gjorde en kringgående manöver och kom in i Berlin norrifrån. För ryssarna hade Riksdagshuset en mycket stark symbolladdning. Riksdagshuset var definierat som mål nr 105. Även om flera andra mål inne i staden var av större militär betydelse, förelåg det en ömsesidig förståelse från båda sidor att kriget skulle vara över i samma ögonblick som Riksdagshuset faller. Numrerade segerfanor, avsedda att sättas upp på Riksdagshuset, delades ut till de främsta förbanden. Den 28 april gick soldater ur 3:e stötarmén, 150:e skyttedivisionen in i centrala Berlin. De sovjetiska trupperna följde Alt Moabit, in mot de centrala delarna av staden. Avsaknaden av kartor hos ryska befälhavare gjorde att ingen hade riktigt klart för sig var man befann sig.
Den 23 april utnämndes general Weidling till överbefälhavare för Berlin efter att han några timmar tidigare skulle avrättats för "feghet inför fienden". Från alla håll trängde de sovjetiska soldaterna nu mot stadens centrum samtidigt som de understöddes av ett massivt artilleribombardemang. De sovjetiska soldaterna intog de yttre stadsdelarna utan något större motstånd, men när den röda armén nådde pendeltågets ringlinje som omgav stadens centrum ("S-Bahnring") hårdnade striden. Särskilt hårda var striderna i stadsdelarna Kreuzberg och i Charlottenburg (nära Kurfürstendamm). Den 26 april lyckades den röda armén att bryta igenom S-Bahnringen, den 27 april hade ryssarna nått regeringskvarteret när de bröt igenom försvarslinjen vid Landwehrkanal. Det av tyskarna behärskade område var nu 13 kilometer långt och på många ställen enbart 1,5 kilometer brett. Det sista motståndet på den tyska sidan utgjordes av 30 000 soldater, några artilleripjäser och pansarvagnar. Hitlers största hopp, armén under Walter Wenck, kom till Beelitz (tre mil från Berlin) men fastnade där. 
På kvällen den 28 april nådde 756:e regementet under överste Zinczenko, en av enheterna i 150:e, fram till Moltkebron. Bron var en stor utmaning, då några av de få kvarvarande tyska elitförbanden, som bland annat försvarade inrikesministeriet på andra sidan, utsatte bron för korseld. Till slut lyckades man få över de återstående spillrorna av en bataljon över bron. En främre grupp soldater rapporterade till överste Zinczenko att man ser "en stor byggnad" längre fram på vänster sida. Det var Riksdagshuset. Den 1 maj nådde några grupper soldater ur 756:e under befäl av kapten Nieuzdrojev fram till Riksdagshuset och stormade uppför trappan.

### Slutet iFührerbunkernoch kapitulationen

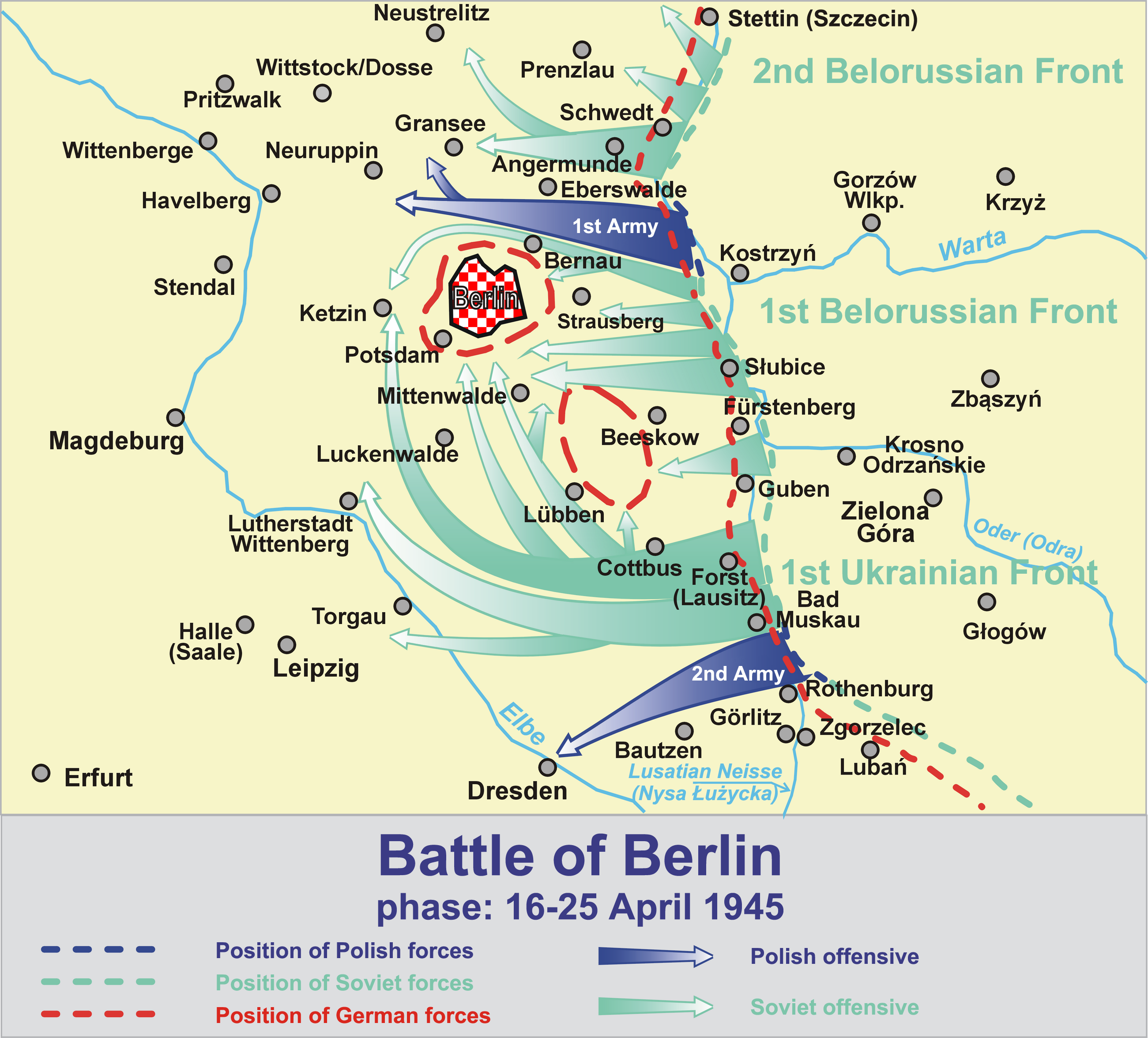
I april 1945 var Berlin omringad av den röda armén

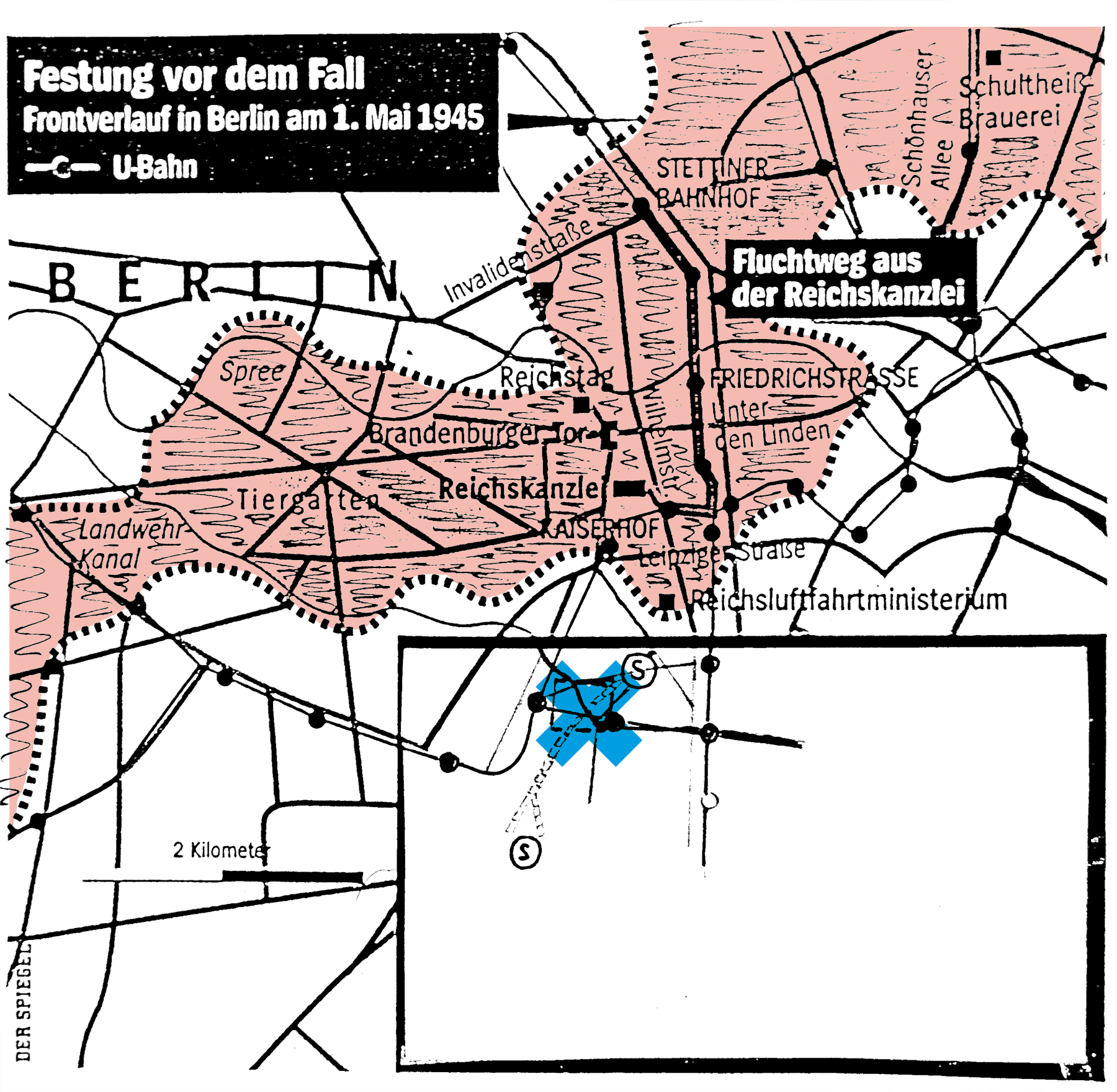
Frontförloppet nära Führerbunken den 1 maj 1945.

Medan nazistledare som Göring, Himmler, Dönitz och Speer flydde från huvudstaden bestämde sig andra som Goebbels och Bormann att stanna kvar i Führerbunkern tillsammans med Adolf Hitler. När Hitler fick reda på att den tolfte arméns sista undsättningsförsök hade misslyckats, begick han självmord tillsammans med sin nyblivna hustru Eva Braun på eftermiddagen den 30 april. Eva Braun tog gift och Hitler sköt sig i huvudet efter att han stoppat en giftkapsel i munnen. Enligt Traudl Junge berättade Otto Günsche att Hitlers skalle hade spräckts på grund av skottet och att Eva Braun inte hade använt pistolen utan endast tagit gift. Enligt Günsche brändes liken i trädgården utanför bunkern. År 2018 bekräftade ett franskt expertteam att Hitler hade både skjutit sig i huvudet och bitit på en cyanidkapsel. Klockan 22.40 på kvällen den 30 april hissade ryssarna den sovjetiska flaggan på Riksdagens tak.
I sitt testamente hade Hitler utsett Goebbels till rikskansler, Karl Dönitz till rikspresident och Martin Bormann till partiminister. Efter Hitlers död försökte Goebbels fortfarande att förhindra den villkorslösa kapitulationen genom att erbjuda Sovjetunionen fredsförhandlingar. Goebbels sände general Krebs för att förhandla kapitulationsvillkoren med ryssarna, men Zjukov svarade att endast den villkorslösa kapitulationen gällde. Efter det bestämde sig Joseph Goebbels med sin hustru Magda att ta livet av sig genom att skjuta sig. En av Goebbels adjutanter sköt sedan en kula i var och en av dem och därefter brändes liken. Innan deras självmord hade Magda Goebbels tagit livet av sina sex barn. Berlin kapitulerade den 2 maj, varvid kriget på östfronten i praktiken var slut. På västfronten pågick striderna ytterligare några dagar innan tyskarna kapitulerade villkorslöst på samtliga fronter 7–8 maj. Kapitulationen på östfronten undertecknades den 9 maj i det sovjetiska huvudkvarteret i Berlin-Karlshorst. Sovjetiska SMERSj-agenter påträffade Adolf Hitlers och Eva Hitlers lik i en granatkrater den 5 maj 1945. Deras lik hamnade så småningom hos KGB. Den 4 april 1970 exhumerades liken och kremerades. Hitlers kranium och tänder landade slutligen hos ryska FSB.

### Resultatet av slaget om Berlin
Det finns stora osäkerheter när det gäller beräkningen av antalet dödade i slutstriden om Berlin. Man utgår ifrån att det på den sovjetiska sidan dog ca 80 000 soldater och att 270 000 sårades. På den tyska sidan uppskattas förlusterna till mellan 10 000 och 20 000 stupade soldater, ungefär lika många civila beräknas ha dött. Efter striden var 2,6 miljoner människor hänvisade till försörjning utifrån, nästan alla gasledningar var förstörda och kollektivtrafiken hade slutat fungera. En tredjedel av alla bostäder och hälften av skolorna låg i ruiner, bara en fjärdedel av alla sjukhussängplatser fanns kvar. När striderna hade upphört skyndade sig den sovjetiska militäradministrationen att säkerställa livsmedelsförsörjningen och att återställa gas-, el- och vattenledningarna samt kollektivtrafiken.
Efter Berlins erövring våldtogs uppskattningsvis 10–20 % av Berlins kvinnor, samtidigt som det var vanligt förekommande att sovjetiska officerare skyddade kvinnor genom att t.ex. bo hos dem ett tag. Detta skedde delvis av god vilja men hade även anordnats av den sovjetiska ledningen. Den sovjetiska propagandan hade betonat att man skulle göra skillnad mellan nationalsocialister och vanliga tyskar. Ändå dröjde det ca två veckor innan våldtäkterna upphörde.